# 須藤凛々花
もしかして
- 須藤凜々花

ではありませんか？